# 토레쿠소
토레쿠소(이탈리아어: Torrecuso)는 이탈리아 캄파니아주 베네벤토도의 코무네다. 나폴리로부터 북동쪽 50km , 베네벤토로부터 북서쪽 10km 거리에 떨어져있다.